# شنغ زونغليانغ
شنغ زونغليانغ (27 أغسطس 1907 - 29 مارس 2007) (بالصينية: 盛忠亮) هو سياسي صيني. كان عضوا في البلاشفة ال28. ولد في مقاطعة شيمن، خوبي. درس في جامعة موسكو سون يات سين في الاتحاد السوفياتي. وعاد إلى الصين في يناير 1933. في أغسطس 1934، تم القبض على لي تشو شنغ (Li Zhusheng) -أحد أعضاء البلاشفة ال28- من قبل الكومينتانغ، مما أدى إلى القبض على شنغ في 4 أكتوبر 1934. بناء على نصيحة غو شون تشانغ (Gu Shunzhang)؛ عضو سابق آخر من الحزب الشيوعي الصيني. وباعتباره عضوا في وزارة الخارجية في الحكومة القومية، عمل شينغ سفيرا لجمهورية الصين لدى الأوروغواي والعراق.